# Nick LaBrocca
Nick LaBrocca (Howell, 4 dicembre 1984) è un ex calciatore statunitense, di ruolo centrocampista.

## Statistiche

### Presenze e reti nei club
Statistiche aggiornate al 1º gennaio 2017.
| Stagione               | Squadra                | Campionato             | Campionato | Campionato | Coppe nazionali | Coppe nazionali | Coppe nazionali | Coppe continentali | Coppe continentali | Coppe continentali | Altre coppe | Altre coppe | Altre coppe | Totale | Totale |
| Stagione               | Squadra                | Comp                   | Pres       | Reti       | Comp            | Pres            | Reti            | Comp               | Pres               | Reti               | Comp        | Pres        | Reti        | Pres   | Reti   |
| ---------------------- | ---------------------- | ---------------------- | ---------- | ---------- | --------------- | --------------- | --------------- | ------------------ | ------------------ | ------------------ | ----------- | ----------- | ----------- | ------ | ------ |
| 2007                   | Colorado Rapids        | MLS                    | 2          | 0          | -               | -               | -               | -                  | -                  | -                  | -           | -           | -           | 2      | 0      |
| 2008                   | Colorado Rapids        | MLS                    | 30         | 2          | -               | -               | -               | -                  | -                  | -                  | -           | -           | -           | 30     | 2      |
| 2009                   | Colorado Rapids        | MLS                    | 29         | 2          | -               | -               | -               | -                  | -                  | -                  | -           | -           | -           | 29     | 2      |
| 2010                   | Toronto FC             | MLS                    | 28         | 1          | -               | -               | -               | CCL                | 5                  | 0                  | CC          | 3           | 0           | 36     | 1      |
| 2011                   | CD Chivas USA          | MLS                    | 34         | 7          | -               | -               | -               | -                  | -                  | -                  | -           | -           | -           | 34     | 7      |
| 2012                   | CD Chivas USA          | MLS                    | 29         | 2          | -               | -               | -               | -                  | -                  | -                  | -           | -           | -           | 29     | 2      |
| Totale CD Chivas USA   | Totale CD Chivas USA   | Totale CD Chivas USA   | 63         | 9          |                 |                 |                 |                    |                    |                    |             |             |             | 63     | 9      |
| 2013                   | Colorado Rapids        | MLS                    | 24         | 1          | LHUSOC          | 1               | 0               | -                  | -                  | -                  | -           | -           | -           | 25     | 1      |
| 2014                   | Colorado Rapids        | MLS                    | 31         | 1          | LHUSOC          | 1               | 1               | -                  | -                  | -                  | -           | -           | -           | 32     | 2      |
| 2015                   | Colorado Rapids        | MLS                    | 13         | 1          | LHUSOC          | 1               | 0               | -                  | -                  | -                  | -           | -           | -           | 14     | 1      |
| Totale Colorado Rapids | Totale Colorado Rapids | Totale Colorado Rapids | 129        | 7          |                 | 3               | 1               |                    |                    |                    |             |             |             | 132    | 8      |
| 2016                   | Chicago Fire           | MLS                    | 12         | 0          | LHUSOC          | 3               | 0               | -                  | -                  | -                  | -           | -           | -           | 15     | 0      |
| Totale carriera        | Totale carriera        | Totale carriera        | 232        | 17         |                 | 6               | 1               |                    | 5                  | 0                  |             | 3           | 0           | 246    | 18     |

## Palmarès
- Canadian Championship: 1

Toronto: 2010